# 明治学院大学の人物一覧
明治学院大学の人物一覧（めいじがくいんだいがくのじんぶついちらん）は、明治学院大学と前身のヘボン塾に関係する人物の一覧記事。

## 教職員
2022年4月現在在籍の教職員（独立記事がある人物のみ）

### 教養教育センター
- 猪瀬浩平（ボランティア学・文化人類学、教授）

### 文学部
- 英文学科
  - 久山道彦（キリスト教学、教授）
  - 筒井正明（アメリカ文学、名誉教授）
  - 赤川裕（英国庭園史、名誉教授）
- フランス文学科
  - 湯沢英彦（ヨーロッパ文化史、副学長、教授）
  - 巖谷國士（フランス文学、名誉教授）
  - 石川美子（フランス文学、名誉教授）
- 芸術学科
  - 斉藤綾子（映画理論、教授）
  - 門間貴志（映画史、教授）
  - 山下裕二（日本・東洋美術、教授）
  - 長谷川一（メディア学、教授）
  - 望月京（メディア学・音楽、教授）
  - 西堂行人（演劇、教授）
  - 古川柳子（メディア研究、教授）
  - 鈴木杜幾子（西洋美術、名誉教授）
- 教職課程

### 経済学部
- 経済学科
  - 神山恒雄（日本経済史、教授）
  - 大村真樹子（環境経済学、教授）
  - 神門善久（農業政策論、教授）
  - 佐々木百合（金融論、教授）
- 経営学科
  - 尾畑裕（会計学、教授）
- 国際経営学科

### 社会学部
- 社会学科
  - 柘植あづみ（医療人類学、副学長、教授、元国際ジェンダー学会会長）
  - 澤野雅樹（社会思想史・犯罪社会学、教授）
  - 稲葉振一郎（経済思想史・社会倫理学、教授）
  - 石原俊（歴史社会学、教授）
  - 加藤秀一（性現象論、教授）
- 社会福祉学科
  - 武川正吾（比較福祉レジーム、教授）

### 法学部
- 法律学科
  - 渡辺充（租税法、教授）
- 消費情報環境法学科
  - 宮地基（憲法、教授）
- 政治学科
  - 毛桂榮（比較行政、教授）
  - 丸山直起（国際政治学、名誉教授）
  - 添谷育志（現代政治理論、名誉教授）
- グローバル法学科

### 国際学部
- 国際学科
  - 半澤朝彦（国際関係史、教授）
  - 阿部浩己（国際法学、教授）
  - 大川玲子（イスラム学、教授）
  - 助川哲也（文学・中国哲学、教授）
  - 林公則（環境経済学、准教授）
  - 高橋源一郎（文芸評論、名誉教授）
  - 勝俣誠（国際政治論、名誉教授）
  - 辻信一（文化人類学、名誉教授）
- 国際キャリア学科
  - トム・ギル（文化人類学、教授）
  - ポール・ミッドフォード（英語版）（国際政治学、教授）

### 心理学部
- 心理学科
- 教育発達学科
  - 松永あけみ（教育心理学、教授）
  - 中村敦雄（国語教育学、教授）

### その他
- ジョン・ミッチェル（ジャーナリスト、国際平和研究所研究員、非常勤講師）

### 著名な元教職員
- 原田勝弘（社会学）
- 江川雅司（財政学）
- 山本輝之（刑法）
- 石井修（国際関係史）
- 佐藤眞一（生涯発達心理学）
- 寄川条路（哲学）
- 武藤富男（元学院長）
- 長井長信（刑法）

## 著名なOB・OG
在学中の学生も含む

### 政治
- 高橋是清（第20代内閣総理大臣、第7代日本銀行総裁）※ヘボン塾出身
- 郡司彰（第31代参議院副議長、第54代農林水産大臣） - 中退
- 林董（第20代外務大臣、外交官）
- 中島久万吉（第9代商工大臣、元東京地下鉄道社長、元古河電気工業社長、明治学院大学名誉学長） - 中退
- 藁科滿治（元内閣官房副長官、勲一等瑞宝章受章)
- 今野東（元内閣府副大臣、元復興副大臣）
- 義家弘介（法務副大臣、元文部科学副大臣、ヤンキー先生）
- 藤原崇（衆議院議員、財務大臣政務官、弁護士、元内閣府大臣政務官兼復興大臣政務官）
- 中野譲（元衆議院議員、元外務大臣政務官）
- 堀利和（元参議院議員）
- 木島則夫（元参議院議員、ニュースキャスター）
- 賀川豊彦（元貴族院議員・協同組合活動家）
- 杉山茂（元貴族院議員）
- 笠間靖（元衆議院議員）
- 高橋権六（元衆議院議員）
- 加藤高蔵（元衆議院議員、行政管理政務次官）
- 清水真人（参議院議員、国土交通大臣政務官）
- 石川大我（参議院議員、作家）
- 森田健作（元千葉県知事、元衆議院議員） - 中退
- 釘宮磐（元衆議院議員、元大分県大分市長、元総務省顧問、元参議院外務委員長）
- 木村敏文（茨城県坂東市長、元坂東市議会議員）
- 宮嶋謙（茨城県かすみがうら市長、元かすみがうら市議会議員）
- 並木克巳（元東京都東久留米市長、元東久留米市議会議員）
- 篠永善雄（元愛媛県伊予三島市(現・四国中央市)長）
- 福島和敏（元熊本県八代市長、元熊本県議会議員）
- 大須賀一誠（元愛知県額田郡幸田町長）
- 星野元治（第5代群馬県議会議長、黒保根村長）
- 加藤公博（栃木県高根沢町長）
- 小川一成（第107代茨城県議会議長）
- 大崎誠子（元北海道議会議員、元北海道文化放送報道部次長）
- 金井シゲル（江戸川区議会議員、俳優） - 中退
- 佐久間一生（豊島区議会議員、俳優）
- 小酒部さやか（横浜市議会議員、マタハラNet創設者）
- 松岡篤（東京都議会議員、元小平市議会議長）

### 経済
- 浅田克己（コープこうべ理事長、日本生活協同組合連合会会長）
- 荒木秀夫（佐川急便社長、SGホールディングス社長）
- 内野弘幸（ウイングアーク1st創業者・会長）
- 宇野康秀（インテリジェンス創業者、USEN会長、USEN-NEXT HOLDINGS社長）
- 金山良雄（ムラサキスポーツ創業者・会長、JTJ宣教神学校理事長）
- 金田佳季（西武・プリンスホテルズワールドワイド社長）
- 亀井崇雄（三省堂書店社長）
- 川崎新一（元宮崎太陽銀行頭取）
- 北村浩嘉（アメリカンホーム医療・損害保険社長兼CEO、外国損害保険協会副会長）
- 串岡弘昭（元トナミ運輸社員）
- 小林敏雄（元エイベックス社長、エイベックス創業メンバー）
- 里見治紀（セガサミーホールディングス社長、セガグループ社長、フェニックスリゾート会長）
- 坂本晴彦（アークランズ（ビバホーム・かつやを展開）社長）
- 重松理（ユナイテッドアローズ創業者・会長）
- 鈴木陸三（サザビーリーグ創業者・初代社長、スターバックス コーヒー ジャパン創業者、スズキヤ会長）
- 内野二朗（キョードー東京創立者、音楽プロモーター）
- 高久光雄（元ドリーミュージック社長兼CEO、音楽プロデューサー）
- 藤原睦躬（マツダ副社長、マツダ財団理事長、中国経済連合会副会長）
- 古市幸雄（作家・英語教育者）
- 古屋一樹（セブン-イレブン・ジャパン社長、日本フランチャイズチェーン協会副会長）
- 藤原史利（一般社団法人R&Rゼネラルマネージャー、JTC PLC (UK) PARTNER）
- 臼田浩義（元ポプラ社会長、馬主）
- 門川義彦（笑顔アメニティ研究所所長）
- 斎藤志直（経営コンサルタント・作家）
- 東條由布子（環境保全機構理事長、著述家、東條英機の孫）
- 藤田東吾（イーホームズ創業者・社長）
- 田口三昭（バンダイナムコホールディングス社長、日本商品化権協会副理事長）
- 永岡鉄平（フェアスタート社長、NPO法人フェアスタートサポート代表理事）
- 中島文明（元昭和電線ホールディングス社長、東京水道取締役、蛇の目ミシン工業取締役）
- 中山一郎（PayPay社長CEO、IDCフロンティア社長）
- 益田孝（三井物産創設者・初代社長、三井合名理事長、日本経済新聞社創設者）
- 白洲文平（実業家）
- 松本翼（株式会社7th Logic代表、元俳優）
- 山口洋（JPホールディングス創業者・初代社長）
- 早矢仕有的（丸善創設者、横浜正金銀行創設者）
- 黒田長高（実業家・旧筑前福岡藩黒田家第15代当主）
- 稲垣早苗（元日本IBM社長）
- 岩堀行宏（元東京ドーム常務理事、元西日本後楽園会長、英学史・辞書史研究者）
- 原屋一雄（元トレイダーズホールディングス社長、国際銀行協会理事）
- 山本宏昭（銀河鉄道株式会社創業者・社長）
- 小林千花（エッセイスト・女優・ファーストキャビンHD社長）
- 小林奈穂（富士ゼロックスクリエイティブ・プロデューサー)
- 広瀬元義（アックスコンサルティング社長）
- 守屋実（エムアウト創業者、守屋実事務所代表）
- 小谷進（パイオニア会長）
- 西村元延（マンダム会長）
- 宮崎遵（エバラ食品工業会長）
- 町克哉（セーラー万年筆社長）
- 松下幸蔵（常盤薬品工業社長）
- 加藤充明（小糸製作所社長）
- 間原寛（プルデンシャル生命保険社長兼CEO）
- 山口淳（三菱製鋼社長）
- 天野貴夫(京成電鉄社長)

### 文化

#### 文学
- 島崎藤村（作家・詩人）
- 戸川秋骨（評論家・英文学者）
- 馬場孤蝶（評論家・英文学者）
- 沖野岩三郎（作家・神学者）
- 李光洙（作家・思想家）
- 岩野泡鳴（作家）
- 押川春浪（作家）
- 島田清次郎（作家）
- 十和田操（作家）
- 小山清（作家）
- 赤羽正春（民俗学者・考古学者）
- 近藤千雄（翻訳家・心霊研究家）
- 佐々木邦（作家・英文学者）
- 金東仁（作家）
- 耕治人（作家）
- 太田治子（作家、太宰治の娘）
- 今井聖（俳人・作家）
- 野村敏雄（作家）
- 本所次郎（作家）
- 神月摩由璃（作家）
- 本城美智子（作家）
- 樋口明雄（作家、大藪春彦賞受賞）
- 黒川鍾信（作家・明治大学教授、日本エッセイスト・クラブ賞受賞）
- 山田真美（作家・インド神話研究家・財団法人日印芸術研究所言語センター長）
- 加藤文（作家）
- 黒田晶（作家）
- 篠原美季（作家）
- 桜井鈴茂（作家）
- 生田紗代（作家）
- 木村紅美（作家）- 第32回Bunkamuraドゥマゴ文学賞受賞
- 本城雅人（作家）
- 逢坂冬馬（作家）- 第19回本屋大賞受賞
- 大野更紗（作家）
- 宇野輝雄（翻訳家）
- 堀内静子（翻訳家）
- 中尾明（翻訳家）
- 安藤由紀子（翻訳家）
- 加藤一夫（詩人）
- 衣更着信（詩人・翻訳家）
- 石原武（詩人・英文学者・翻訳家・文教大学名誉教授）
- 中山容（翻訳家・詩人・英文学者）
- 金子登（作家・放送作家）
- 鈴木正和（詩人）
- 五十嵐秀彦（俳人）
- 八木幹夫（詩人）
- 久留素子（川柳作家）
- 和巻耿介（作家・翻訳家）
- 東條由布子（著述家） - 中退
- 白川充（著述家・編集者）
- 寺島よしき（英語講師・翻訳家）
- 長田鞆絵（児童文学作家・童話作家）
- 関谷俊博（児童文学作家）
- ヤリタミサコ（詩人）
- 柳川一（作家）第１８回ミステリーズ新人賞受賞

#### 評論・ジャーナリズム
- 天野祐吉（コラムニスト・『広告批評』創刊者）
- 木村和久（コラムニスト）
- 瀧澤陽子（コラムニスト）
- 辺真一（コリアレポート編集長・創刊者）
- 渋谷陽一（音楽評論家・編集者・『ロッキング・オン』社長）
- 今井智子（音楽評論家）
- 室謙二（評論家）
- 小林孝吉（文芸評論家）
- 福野礼一郎（自動車評論家）
- 平沢剛（映画批評家）
- 赤木駿介（競馬評論家）
- 清水成駿（競馬評論家）
- 坂井米夫（ジャーナリスト）
- 小林美希（ジャーナリスト）
- 川崎巳之太郎（ジャーナリスト）
- 松尾信之（ジャーナリスト・元『週刊金曜日』編集長）
- 千葉龍太（ジャーナリスト・かながわ経済新聞代表）
- 大矢英代（ジャーナリスト・ドキュメンタリー映画監督・カリフォルニア州立大学フレズノ校助教授）
- ミチオ高倉（ジャーナリスト）-初の在外人候補
- 岩崎馨（労働運動家・評論家）
- 和田隆昌（災害危機管理アドバイザー）
- 中山淳（サッカージャーナリスト）
- 北川義隆（スポーツジャーナリスト・元文化放送アナウンサー）
- 笠原美智子（写真批評家・東京都写真美術館キュレーター）
- 植芝守央（合気道道主・国際合気道連盟会長）
- 上之郷利昭（ノンフィクション作家）
- 生江有二（ノンフィクション作家）
- 草薙厚子（ノンフィクション作家）
- 東秀紀（コピーライター）
- 太田恵美（コピーライター）
- 渡部陽一（戦場カメラマン・タレント）

#### 映画・映像
- 田旗浩一（映像作家）
- 濵田明日也（映像作家・MV監督）- 日向坂46『君はハニーデュー』『絶対的第六感』僕が見たかった青空『スペアのない恋』『好きすぎてUp and down』
- 都築淳一（テレビドラマディレクター）
- 片岡K（映画監督・テレビディレクター）
- 長谷部利朗（映画監督）
- 薗田賢次（映画監督）
- 山本清史（映画監督）-『悪鬼のウイルス』
- 井手洋子（映画監督）
- 岨手由貴子（映画監督・脚本家）-『あのこは貴族』『すべて忘れてしまうから』『天狗の台所』
- 清水俊平（映画監督）
- 藤村明世（映画監督）
- ウエマツヨシキ（演出家・テレビディレクター）
- 西村純二（アニメーション監督）
- 田村隆（構成作家）
- 鈴木おさむ（放送作家、作家・脚本家・演出家・作詞家・ラジオパーソナリティ・タレント・映画監督）-『離婚しない男』『極悪女王』『奪い愛、真夏』
- 石橋大助（脚本家）
- 福田靖（脚本家）- NHK連続テレビ小説『まんぷく』『沈黙のパレード』『大追跡』
- 吉澤智子（脚本家）- 2026年度前期NHK連続テレビ小説『風、薫る』『くるり〜誰が私と恋をした?〜』
- おかざきさとこ（脚本家）-『30歳まで童貞だと魔法使いになれるらしい』『家政夫のミタゾノ』『雨上がりの僕らについて』
- 三浦駿斗（脚本家）-『オクトー ～感情捜査官心野朱梨～ Season2』『日本一の最低男』『能面検事』
- 渡邉真子（脚本家）-『こっち向いてよ向井くん』『恋は闇』
- 鈴木洋介（脚本家）-『窓ぎわのトットちゃん』『餓狼伝』
- 神沢ミホ（脚本家）
- 名田ユタカ（脚本家）
- 古庄淳（脚本家・演出家・構成作家）
- 佐藤正之（映画プロデューサー）
- コウ・モリ（映画プロデューサー・映画配給者）
- 楠部三吉郎（アニメプロデューサー・シンエイ動画名誉会長）
- 加藤俊三（アニメプロデューサー）
- 松澤潤（テレビプロデューサー・テレビ東京執行役員、総務人事局長）
- 笈田雅人（映画・テレビプロデューサー）

#### 美術・芸術
- 和田英作（画家）
- 麻生三郎（画家）
- 三宅克己（画家）
- 五十嵐正（建築家）
- 押尾章治（建築家）
- 蓮井幹生（写真家）
- テラウチマサト（写真家・プロデューサー）
- 中島由夫（近代美術家）
- 田中みずき（ペンキ絵師）
- 藤重真一（グラフィックデザイナー）
- 世永玲生（メディアアーティスト、ゲームデザイナー）
- 吉沢秀雄（ゲームデザイナー・東京工芸大学教授）
- 小林正親（ゲームデザイナー）
- 森住惣一郎（ゲームクリエイター）
- 八島太郎（画家・絵本作家）
- 得田之久（絵本作家）
- たしろちさと（絵本作家）
- 西出弥加（絵本作家・グラフィックデザイナー）
- Hashimoto Neco（アクセサリーデザイナー）
- マディ上原（漫画家）
- 江野スミ（漫画家）

### 教育・思想・研究

#### 宗教
- 井深梶之助（牧師）
- 植村正久（思想家・神学者）
- 青木澄十郎（牧師・教育者）
- 眞嶋慶三郎（伝道者・牧師）
- 青山彦太郎（牧師）
- 益富政助（伝道者）
- 矢島宇吉（牧師）
- 村上宣道（牧師）
- 多田素（牧師）
- 南廉平（牧師）
- 日高善一（牧師・聖書学者）
- 渡辺善太（神学者）
- 松尾造酒蔵（牧師）
- 松尾武（牧師）
- 永井直治（牧師）
- 島村亀鶴（牧師）
- 川添万寿得（牧師）
- 山本秀煌（牧師）

#### 学者
- 大野更紗（社会学、東京大学医科学研究所特任研究員)
- 中山昌樹（英文学)
- 馬場孤蝶（英文学、慶應義塾大学教授)
- 木村鷹太郎（哲学）
- 落合太郎（仏文学、奈良女子大学名誉教授)
- 三谷隆正（法哲学）
- 櫻庭繁（看護学、京都大学名誉教授、元日本看護医療学会会長）
- 佐々木邦（英文学、慶應義塾大学教授)
- 英知明（英文学、慶應義塾大学教授)
- 沢田敬也（英語学、日本大学名誉教授）
- 富田満（神学、明治学院大学理事長・日本基督教団統理・日本キリスト教協議会議長）
- 大杉正明（英語学、清泉女子大学名誉教授・エクセター大学客員教授・元『ラジオ英会話』講師）
- 御園和夫（英語音声学、関東学院大学教授・『百万人の英語』『旺文社大学受験ラジオ講座』講師）
- 松本亨（英会話、松本亨英語専門学校（現・フィニックス東京松本英語学院）元学長）
- 野口肇（アメリカ文学、首都大学東京名誉教授）
- 田中浩司（アメリカ文学、防衛大学校教授）
- 中留武昭（教育行政学者、九州大学名誉教授）
- 江藤秀一（英文学、筑波大学教授）
- 伊藤勳（英文学、愛知大学教授）
- 伊藤盡（文献学、信州大学教授）
- 矢野篤（法学、三重大学教授）
- 萩原なつ子（社会学、国立女性教育会館理事長、立教大学教授、文部科学省中央教育審議会委員）
- 小板橋喜久代（看護学、群馬大学教授）
- 石川紀子（看護学、静岡県立大学准教授）
- 阿部志郎（社会福祉学、明治学院理事長・日本社会福祉学会会長・キリスト教功労者）
- 米本秀仁（社会福祉学、北星学園大学教授）
- 萩原清子（社会福祉学、関東学院大学教授）
- 遠藤興一（社会福祉学、明治学院大学名誉教授）
- 金子絵里乃（社会福祉学、日本大学教授）
- 中川尋史（社会福祉学、昭和女子大学現代ビジネス研究所研究員）
- 血脇守之助（歯科医師、東京歯科大学創業者、野口英世の後援者としても知られる）
- 日髙義博（刑法学、専修大学総長）
- 大場建治（英文学、明治学院大学名誉教授、元明治学院大学学長）
- 成瀬武史（英文学、明治学院大学名誉教授）
- 新倉俊一（英米文学、明治学院大学名誉教授）
- 岡田春馬（英米文学、大妻女子大学文学部教授、帝京大学名誉教授)
- 赤川裕（英文学、明治学院大学名誉教授・元NHK英会話講師）
- 高本裕迅（言語学、白百合女子大学教授・NHK英会話講師）
- 近藤正栄（言語学、神奈川大学名誉教授）
- 佐藤裕美（言語学、神奈川大学外国語学部長）
- 前田大作（ルーテル学院大学社会福祉学科名誉教授）
- 谷勝英（社会学、東北福祉大学教授）
- 笹原恵（社会学、静岡大学教授）
- 粥川準二（社会学、叡啓大学准教授）
- 大平浩二（経営学、明治学院大学教授）
- 澤野雅樹（社会思想史、明治学院大学教授）
- 宮津大輔（美術評論家、第三代横浜美術大学学長、森美術館理事）
- 石黒敦彦（サイエンス・アート研究者、多摩美術大学・武蔵野美術大学非常勤講師）
- 堀内進之介（政治社会学、立教大学文学部特任准教授、東京都立大学客員研究員)
- 岩崎弘（教育者、帝京八王子中学・高等学校校長、元慶應義塾幼稚舎教諭）
- 小山貴博（教育社会学、イラン研究者、名寄市立大学講師）
- 村崎正人（教育者、村崎学園理事長）
- 横瀬和治（言語学者、教育者、暁星国際学園ヨハネ研究の森代表）
- 谷口龍子（東京外国語大学国際日本研究センター准教授）
- 吉村紀子（静岡県立大学言語コミュニケーション研究センターセンター長）
- 浅井幹夫（社会福祉学、元北翔大学短期大学部学長・元北海道浅井学園理事長）
- 塩川寿平（幼児教育学、淑徳大学教授）
- 林仲宣（租税法、椙山女学園大学教授）
- 南由介（法学、鹿児島大学法科大学院准教授）
- 藤巻光浩（コミュニケーション学、静岡県立大学准教授）
- 岡部隆志（日本文学、共立女子短期大学名誉教授）
- 小沢賢二（中国学、南京師範大学客座教授）
- ヴァルド・ヴィリエルモ（日本文学・哲学、ハワイ大学名誉教授）
- 小林奈穂（国際大学グローバル・コミュニケーション・センター （GLOCOM）研究員）
- 鮫島卓（観光経営学、駒沢女子大学観光文化学類准教授）
- 石原武 (英文学者、文教大学名誉教授)
- 黒川鍾信(英文学者、明治大学名誉教授)
- 鶴見太郎（民俗学、早稲田大学文学学術院教授）
- 中村隆之（フランス語圏文学、早稲田大学法学学術院教授）
- 山内功一郎（アメリカ文学者、早稲田大学文学学術院教授）
- 新垣修（国際政治学者、国際基督教大学教養学部教授）

#### 司法
- 藤原崇 - 弁護士

### スポーツ
- 木下隆之（レーシングドライバー・作家）
- 中村邦彦（東京オリンピックバスケットボール日本代表）
- 澤柳亮太郎（プロ野球選手・福岡ソフトバンクホークス）
- 森山正義（元プロ野球選手・明治学院大学野球部元監督）
- 加藤貴大（元プロ野球選手・東北楽天ゴールデンイーグルス）
- 松本友（元プロ野球選手・東京ヤクルトスワローズ）
- 甘露寺仁房（元独立リーグ野球選手）
- 中溝雄也（千葉ロッテマリーンズブルペン捕手・元プロ野球選手）
- 伊藤博（プロ野球・社会人野球トレーニングコーチ）
- 横谷亮（サッカー指導者・ヴァンフォーレ甲府アシスタントコーチ）
- 藤井泰行（サッカー指導者・横浜スポーツ&カルチャークラブGKコーチ）
- 高橋真登（サッカー選手・藤枝MYFC）
- 新井博人（サッカー選手・ギラヴァンツ北九州）
- 赤堀龍秀（ラグビー選手・リコーブラックラムズ）
- 塩山瑛大（ラグビー選手・元リコーブラックラムズ）
- 上原哲（ラグビー選手・キヤノンイーグルス）
- 鈴木龍（自転車プロロードレース選手）
- 森田真結子（プロダーツプレイヤー・タレント）
- 本田景子（チアリーダー）
- 藤井創太（競技ダンサー・アマチュアラテンチャンピオン）
- 寺杣彩（ダンサー・振付家）
- 中田大貴（格闘家）

### アナウンサー・キャスター
- 中西龍（元NHKアナウンサー）
- 末田正雄（NHKアナウンサー）
- 中村宏（NHKアナウンサー）
- 橋本奈穂子（NHKアナウンサー）
- 佐藤あゆみ（NHKアナウンサー）
- 品田公明（元NHKアナウンサー）
- 村上信夫（元NHKアナウンサー）
- 師岡正雄（元ニッポン放送アナウンサー）
- 古市幸子（元日本テレビアナウンサー）
- 海野まり子（元フジテレビアナウンサー）
- 佐々木律（札幌テレビアナウンサー・報道記者）
- 山田英寿（元北海道文化放送アナウンサー）
- 日下怜奈（元北海道放送アナウンサー）
- 稲葉繭子（青森テレビテレビディレクター・元アナウンサー）
- 落合こず恵（フリーアナウンサー、元青森放送アナウンサー）
- 塩畑弘之（秋田朝日放送アナウンサー）
- 佐伯敏光（元山形放送アナウンサー）
- 門田和弘（山形放送アナウンサー）
- 相磯舞（元山形放送アナウンサー）
- 菅佐原隆幸（元福島中央テレビアナウンサー）
- 寺尾克彦（元福島放送アナウンサー）
- 山田幸美（元テレビユー福島アナウンサー、元広島ホームテレビアナウンサー）
- 関根苑子（千葉テレビアナウンサー、元新潟放送アナウンサー）
- 前野智郎（新潟放送アナウンサー）
- 小林恵子（元新潟放送アナウンサー）
- 青池玲奈（元長野朝日放送アナウンサー）
- 松山航大（長野放送アナウンサー）
- 浅野薫（元長野放送アナウンサー）
- 伊地健治（元静岡朝日テレビアナウンサー）
- 田辺稔（元静岡第一テレビアナウンサー）
- 荒木麻里子（元静岡放送アナウンサー、フリーアナウンサー）
- 原秀二（元石川テレビアナウンサー）
- 稲木聡（元福井放送アナウンサー）
- 川島秀成（福井放送アナウンサー）
- 齋藤寿幸（元名古屋テレビアナウンサー）
- 荒井千里（元テレビ愛知アナウンサー）
- 天野なな実（元テレビ愛知アナウンサー）
- 相羽装子（元中部日本放送アナウンサー）
- 仙田和吉（元毎日放送アナウンサー）
- 堀江政生（朝日放送アナウンサー）
- 枝松順一（元朝日放送アナウンサー）
- 中村麻里子（元サンテレビアナウンサー、元AKB48）
- 島津久美子（フリーアナウンサー、元山陰中央テレビアナウンサー）
- 宮武将吾（RSK山陽放送アナウンサー）
- 山下泰則（南海放送アナウンサー）
- 松本直幸（南海放送アナウンサー・ラジオディレクター）
- 浜田友里子（元あいテレビアナウンサー、テレビ熊本アナウンサー）
- 吉田沙織（元九州朝日放送アナウンサー・気象予報士）
- 島田啓子（元長崎国際テレビアナウンサー）
- 白方雄平（元長崎国際テレビアナウンサー）
- 松田大河（元長崎国際テレビアナウンサー）
- 細谷英宣（元熊本朝日放送アナウンサー）
- 山本琢也（元テレビ熊本アナウンサー）
- 中村真弓（元熊本県民テレビアナウンサー）
- 中嶋美和子（元大分朝日放送アナウンサー、フリーアナウンサー、タレント）
- 美坂理恵（南日本放送アナウンサー）
- 小田都由（鹿児島放送アナウンサー）
- 鈴木晶久（TOKYO FMアナウンサー）
- 中田秀作（元文化放送アナウンサー）
- 山田透（元ニッポン放送アナウンサー）
- 坪郷佳英子（フリーアナウンサー、元福島テレビアナウンサー）
- 近堂かおり（フリーアナウンサー、元TBSラジオキャスター）
- 川又啓蔵（フリーアナウンサー・実業家）
- 川越友佳（フリーアナウンサー）
- 小出涼子（フリーアナウンサー）
- 阿南京子（フリーアナウンサー）
- 中谷奈津子（フリーアナウンサー、紙芝居師、元NHK金沢放送局キャスター）
- 上倉万奈（タレント、モデル、元NHK長野放送局キャスター）
- 寺西瑞紀（フリーアナウンサー）
- 田中歩（フリーアナウンサー）
- 露木麻土香（ラジオパーソナリティ）
- 稲葉智美（ラジオパーソナリティ）
- 新宮志歩（ラジオパーソナリティ、MC）
- 荒嶋恵里子（気象予報士）

### 芸能

#### 古典芸能
- 中村歌昇 (4代目)（歌舞伎俳優）
- 柳家権太楼（落語家・落語協会相談役）
- 三遊亭右紋（落語家）
- 吉原馬雀（落語家）
- 三遊亭萬丸（落語家）
- 春風亭正朝（落語家）
- 春風亭柳枝 (9代目)（落語家）
- 柳家小せん (5代目)（落語家）

#### 演劇・タレント
- 曽我廼家明蝶（喜劇俳優）
- 笠井叡（舞踏家）
- 奥田瑛二（俳優・映画監督） - 中退
- 森田健作（俳優・歌手・政治家） - 中退
- 水木襄（俳優）
- 藤巻潤（俳優） - 中退
- 溝口舜亮（俳優）
- 池田ヒトシ（俳優・声優）
- 北詰友樹（俳優）
- 朝倉圭矢（俳優）
- 矢島健一（俳優）
- 今井隆文（俳優・脚本家）-『錦糸町パラダイス』『忍びの家』
- ウダタカキ（俳優）
- 松田祥一（俳優）
- 加藤和夫（俳優）
- 長谷部健（俳優）
- 松原光二（俳優）
- 江幡高志（俳優）
- 河田義市（俳優）
- 横田エイジ（俳優）
- 藤間宇宙（俳優）
- 岡崎二朗（俳優）
- 大泉滉（俳優）
- 丹羽又三郎（俳優）
- 岡慶悟（俳優）
- 西本銀二郎（俳優）
- 前山剛久（元俳優）
- 草地稜之（俳優・ENJIN）
- 荒井啓志（俳優）
- 君嶋麻耶（ファッションモデル）
- 古谷徹[1]（声優）
- 入野自由（声優・俳優・歌手）
- 白鳥哲（俳優・声優・映画監督・元文学座所属）
- 橋本涼子（声優）
- 須藤祐実（声優）
- Pile（歌手・声優・μ's）
- 鷄冠井美智子（声優）
- 大矢兼臣（俳優・声優）
- 武田国久（俳優・声優）
- 長野克弘（俳優）
- 水野智則（俳優）
- 赤堀雅秋（劇作家・俳優・映画監督・劇団THE SHAMPOO HAT主宰・第57回岸田國士戯曲賞受賞）
- 松井周（劇作家・俳優・劇団『サンプル』主宰・第55回岸田國士戯曲賞受賞）-『3000万』
- 中右貴久（俳優・歌手）
- 金子哲（元俳優）
- 鹿取洋子（女優・歌手）
- 坂田めぐみ（女優・歌手）
- 小野恵子（女優）
- 小宮久美子（女優）
- 竹下明子（女優）
- 安田成美（女優）
- 水野美紀（女優） - 中退
- 松田まどか（女優）
- 中別府葵（女優）
- 藤山由依（女優）
- 倉島颯良（女優）
- 樋口柚子（女優・モデル）
- 小室安未（女優・モデル）
- 篠原ゆき子（女優・タレント）
- 斉藤光香（女優・タレント）
- 三好心（女優・タレント）
- 小椋梨央（女優・タレント）
- 夏美れい（女優・モデル）
- 椎野カロリーナ（モデル）
- 加藤怜（モデル）
- 樋浦結花（モデル）
- 加治まや（モデル・タレント）
- 藤咲きく乃（モデル・タレント）
- 松元環季（女優・モデル・歌手）
- 菖蒲理乃（女優・モデル・タレント）
- 平野麻樹子（女優）
- 小嶋佳代子（女優・劇団民藝所属）
- 鈴木聖奈（女優・ラジオパーソナリティ）
- 中上千鶴（ラジオパーソナリティ）
- 藤岡久美子（元タレント・ニュースキャスター）
- 山口美沙（タレント）
- 荒井沙織（タレント）
- 吉岡さちこ（タレント・リポーター）
- 下尾みう（タレント・女優・AKB48）
- 長谷川新奈（タレント・元AKB48）
- 野口由芽（元SKE48・CBCラジオ社員）
- 幸野ゆりあ（元怪傑!トロピカル丸）
- 村上麻莉奈（元predia・元ユルリラポ）
- 田崎礼奈（タレント・notall）
- 小此木流花（タレント・JamsCollection）
- 辻りりさ（タレント・グラビアアイドル）
- まるぴ（タレント・グラビアモデル・女優）
- 古川杏（モデル・タレント・女優）
- 石井日菜（女優・歌手）
- 平田薫（タレント・女優）
- 趣里（女優、水谷豊・伊藤蘭夫婦の一人娘）- NHK連続テレビ小説『ブギウギ』主演
- 横山ルリカ（タレント、元アイドリング!!!メンバー）
- 長渕文音（女優、長渕剛・志穂美悦子の長女）
- 中島健人（アイドル、元Sexy Zone）
- 永瀬廉（アイドル、King & Prince）
- 菅田琳寧（アイドル、7 MEN 侍）
- 阿部顕嵐（俳優、タレント、7ORDER）
- 石出奈々子（お笑いタレント）
- こにわ（お笑いタレント・元ぼれろ）
- 三福エンターテイメント（お笑い芸人・今夜も星が綺麗・元ザンゼンジ）
- 橋山メイデン（お笑い芸人）
- 横井かりこる（お笑い芸人・フタリシズカ）
- 原ノコシ（お笑い芸人・むなかったん）
- 木戸口育未（お笑い芸人・ダブルグッチー）
- 藤本有紀美（元PASSPO☆、経済学部卒業）
- 増澤璃凜子（ファッションモデル）
- 諸橋沙夏（アイドル・声優・=LOVE）
- 秋本帆華（アイドル・TEAM SHACHI）
- 星名美怜（アイドル・私立恵比寿中学）
- 藤田みりあ（元アイドル・フェアリーズメンバー 2018年度ミスキャンパス）
- 久木田菜々夏（タレント・衛星とカラテア・ 2020年度ミスキャンパス）
- 上杉真央（タレント・『オールナイトフジコ』フジコーズ1期生）
- 山中ありさ（タレント・『オールナイトフジコ』フジコーズ2期生）
- カエデフェニックス（アイドル、豆柴の大群）
- 桜井玲香（女優、ファッションモデル、元乃木坂46初代キャプテン）
- 佐々木久美 （タレント、ファッションモデル、元日向坂46メンバー・初代キャプテン）
- 森マリア（女優）
- 福室莉音（女優）
- 八木莉可子（女優・モデル）
- 上白石萌歌（歌手・タレント・ラジオパーソナリティ・女優）*文学部芸術学科卒業
- 矢久保美緒（アイドル、乃木坂46）*文学部芸術学科卒業

#### 音楽
- 岡野ハジメ（音楽プロデューサー）
- 吉田仁（音楽プロデューサー・SALON MUSIC）
- 會田茂一（音楽プロデューサー・元EL-MALO、HiGE）
- 牧田和男（ミュージシャン・音楽プロデューサー）
- 小泉信彦（キーボーディスト・音楽プロデューサー）
- 時乗浩一郎（音楽プロデューサー）
- 遠藤賢司（ミュージシャン）
- 南こうせつ（ミュージシャン）
- 南佳孝（ミュージシャン）
- 斉藤哲夫（ミュージシャン）
- 日倉士歳朗（ミュージシャン）
- 高見沢俊彦（ミュージシャン：THE ALFEE）
- 坂崎幸之助（ミュージシャン：THE ALFEE）
- 桜井賢（ミュージシャン：THE ALFEE）
- 藤田千章（ミュージシャン：SING LIKE TALKING）
- 五十嵐充（ミュージシャン：RUSHMOREリーダー、Every Little Thingメンバー）
- 尾崎勇一（ミュージシャン：The Uncoloured）
- 黒須克彦（ミュージシャン）
- 大野秀貴（ミュージシャン）
- 篠原麻里（ミュージシャン、グループMichilucaのメンバー）
- 高野秀峰（指揮者）
- 川上宏昭（作詞家）
- 新美香（作詞家）
- 三浦徳子（作詞家）
- 安藤紗々（作詞家）
- モナオ（歌手）
- 田代美代子（歌手）
- 織田哲郎（歌手・作曲家）
- 酒井省吾（ゲーム音楽作曲家・編曲家）
- 児島由美（シンガーソングライター）
- 新沢としひこ（シンガーソングライター）
- 古村敏比古（サクソフォーン奏者）
- 木村佳代子（サックスプレイヤー）
- 叶正子（ミュージシャン：サーカス）
- 岩沢幸矢（ミュージシャン：ブレッド&バター）
- チバユウスケ（ミュージシャン・元thee michelle gun elephant、現ROSSO、The Birthday）
- ウエノコウジ（ミュージシャン・元thee michelle gun elephant、現Radio Caroline、the HIATUS）
- クハラカズユキ（ミュージシャン・元thee michelle gun elephant、現うつみようこ&YOKOLOCO BAND、M.J.Q、The Birthday）
- 佐藤伸治（ミュージシャン：fishmans）
- 茂木欣一（ミュージシャン：東京スカパラダイスオーケストラ）
- 柏原譲（ミュージシャン：Polaris）
- 一色徳保（ミュージシャン：つばき）
- 川崎"フィリポ"裕利（ミュージシャン：髭（HiGE））
- 本多スーサイド欽一（ミュージシャン）
- 大隅知宇（ミュージシャン・作曲家）
- Carlos K.（ミュージシャン・音楽プロデューサー）
- JUVENILE（音楽プロデューサー・DJ：OOPARTZ）
- 吉田圭介（ミュージシャン・INSPi）
- 小野裕基（ミュージシャン・wacci）
- 因幡始（ミュージシャン・wacci）
- 澄田健（ギタリスト）
- 井上銘（ジャズ・ギタリスト）
- the castanets（バンド）
- WINO（バンド）
- Wilberry（バンド）
- THE CHEWINGGUM WEEKEND（バンド）
- ARCH（バンド）
- UNDER THE COUNTER（バンド）
- おとぎ話（バンド）
- DJ toMU（DJ・ミュージシャン）
- ISEKI（ミュージシャン：キマグレン）
- 村上啓太（ミュージシャン：在日ファンク）
- rei（ミュージシャン：Nagie Lane）
- CLISMS（バンド）
- style-3!（バンド）
- ジョゼ （バンド）
- DYGL（バンド）
- セレイナ・アン（シンガーソングライター）
- あっこゴリラ（ラッパー・ドラマー）

### その他
- 宇賀神寿一（東アジア反日武装戦線「さそり」メンバー）
- 桐島聡（東アジア反日武装戦線「さそり」メンバー）
- 白木朋子（認定NPO法人ACE事務局長）
- 須藤シンジ（認定NPO法人ピープルデザイン研究所代表理事）
- 増木清行（著述家、戦略経営コンサルタント）
- 仁藤夢乃（一般社団法人Colabo代表）
- 奥田愛基（市民活動家、SEALDs創設メンバー）
- 青木智也（ウェブサイト「茨城王」運営）
- 伊藤優孝（プロ雀士、日本プロ麻雀連盟副会長）
- 矢澤亜希子（バックギャモン世界チャンピオン）
- BOW川（eスポーツプロプレイヤー）
- 和田征子（日本被団協（2024年ノーベル平和賞受賞）事務局次長）